# Úrvalsdeild 2002
La Úrvalsdeild 2002 fu la 91ª edizione della massima serie del campionato di calcio islandese disputata tra il 20 maggio e il 21 settembre 2002 e conclusa con la vittoria del KR, al suo ventitreesimo titolo.
Capocannoniere del torneo fu Gretar Hjartarson (Grindavík) con 13 reti.

## Formula
Come nella stagione precedente le squadre partecipanti furono dieci e si incontrarono in un turno di andata e ritorno per un totale di diciotto partite.
Le ultime due classificate retrocedettero in 1. deild karla.
Le squadre qualificate alle coppe europee furono quattro: i campioni alla UEFA Champions League 2003-2004, la seconda e il vincitore della coppa nazionale alla Coppa UEFA 2003-2004 e un'ulteriore squadra alla Coppa Intertoto 2003.

## Squadre partecipanti
| Club      | Città          | Stadio | Posizione 2001     |
| --------- | -------------- | ------ | ------------------ |
| Fylkir    | Reykjavík      |        | 5°                 |
| ÍBV       | Vestmannaeyjar |        | 2°                 |
| FH        | Hafnarfjörður  |        | 3°                 |
| KR        | Reykjavík      |        | 7°                 |
| Grindavík | Grindavík      |        | 4°                 |
| KA        | Akureyri       |        | 1. deild           |
| ÍA        | Akranes        |        | Campione d'Islanda |
| Keflavík  | Keflavík       |        | 6°                 |
| Fram      | Reykjavík      |        | 8°                 |
| Þór       | Akureyri       |        | 1. deild           |

## Classifica finale
|                    | Pos. | Squadra   | Pt | G  | V  | N | P  | GF | GS | DR  |
| ------------------ | ---- | --------- | -- | -- | -- | - | -- | -- | -- | --- |
| Islanda (bandiera) | 1.   | KR        | 36 | 18 | 10 | 6 | 2  | 32 | 18 | +14 |
|                    | 2.   | Fylkir    | 34 | 18 | 10 | 4 | 4  | 30 | 22 | +8  |
|                    | 3.   | Grindavík | 29 | 18 | 8  | 5 | 5  | 32 | 26 | +6  |
|                    | 4.   | KA        | 25 | 18 | 6  | 7 | 5  | 18 | 19 | -1  |
|                    | 5.   | ÍA        | 23 | 18 | 6  | 5 | 7  | 29 | 26 | -3  |
|                    | 6.   | FH        | 22 | 18 | 5  | 7 | 6  | 29 | 30 | -1  |
|                    | 7.   | ÍBV       | 20 | 18 | 5  | 5 | 8  | 23 | 22 | -1  |
|                    | 8.   | Fram      | 20 | 18 | 5  | 5 | 8  | 29 | 33 | -4  |
|                    | 9.   | Keflavík  | 20 | 18 | 4  | 8 | 6  | 25 | 30 | -6  |
|                    | 10.  | Þór       | 13 | 18 | 3  | 4 | 11 | 22 | 43 | -21 |

Legenda:

      Campione d'Islanda e ammesso alla UEFA Champions League
      Ammesso alla Coppa UEFA
      Ammesso alla Coppa Intertoto
      Retrocesso in 1. deild karla
Note:

Tre punti a vittoria, uno a pareggio, zero a sconfitta.

### Verdetti
- KR Campione d'Islanda 2002 e qualificato alla UEFA Champions League
- Fylkir e Grindavík qualificati alla Coppa UEFA
- KA qualificato alla Coppa Intertoto
- Keflavík e Þór retrocesse in 1. deild karla.